# آتش‌سوزی بزرگ رم

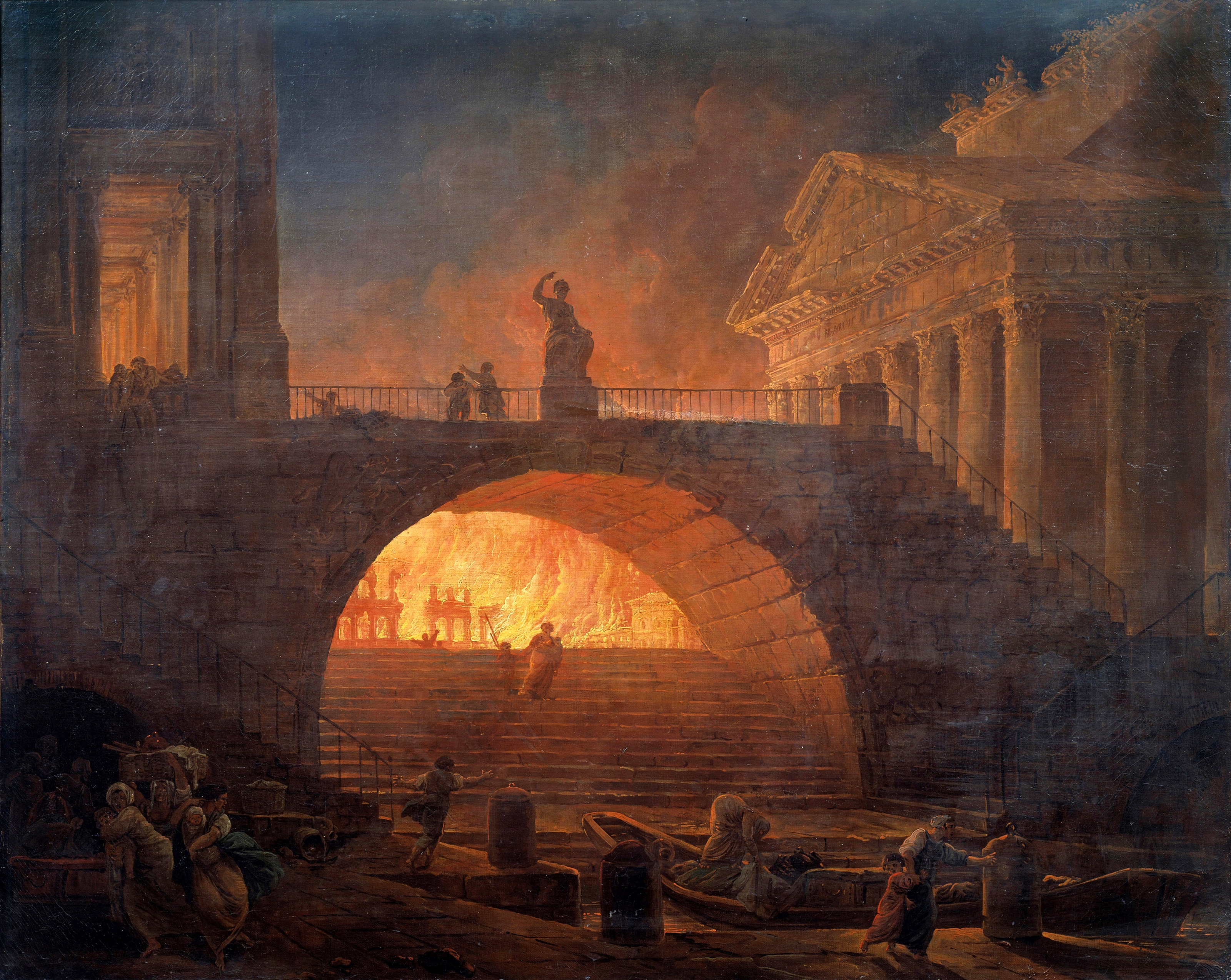
آتش‌سوزی در رم اثر هوبرت رابرت.

آتش‌سوزی بزرگ رم (به لاتین: incendium magnum Romae)، یک آتش‌سوزی شهری بود که در ژوئیه سال ۶۴ میلادی رخ داد. آتش‌سوزی در مغازه‌های بازرگانان اطراف سیرکوس ماکسیموس (استادیوم ارابه‌های رم) در شب ۱۹ ژوئیه آغاز شد. پس از شش روز، آتش‌سوزی کنترل شد، اما قبل از ارزیابی خسارت، آتش دوباره شعله گرفت و سه روز دیگر شهر را سوزاند. پس از آتش‌سوزی، دو سوم رم تخریب شده بود.
طبق تاسیتوس و بعداً سنت مسیحیان، امپراتور نرون جامعه مسیحیان شهر را مقصر ویرانی‌ها در این شهر می‌دانست و برای نخستین بار آزار و اذیت مسیحیان در امپراتوری روم  را آغاز کرد. با این حال، برخی از تاریخ‌نگاران نوین، از جمله برنت شاو، در این دیدگاه سنتی را که نرون مسیحیان را مسئول آتش‌سوزی می‌دانست، تردید می‌کنند.